# Нозате
Нозате (італ. Nosate) — муніципалітет в Італії, у регіоні Ломбардія,  метрополійне місто Мілан.
Нозате розташоване на відстані близько 510 км на північний захід від Рима, 37 км на захід від Мілана.
Населення — 684 особи (2014).

## Демографія
Населення за роками:

Станом на 1 січня 2023 року в муніципалітеті офіційно проживав 21 іноземець з 10 країн, серед них 9 громадян країн Євросоюзу та 7 громадян України.

## Сусідні муніципалітети
- Беллінцаго-Новарезе
- Камері
- Кастано-Примо
- Турбіго
- Лонате-Поццоло